# Sami Hasan Al Nash
Sami Hasan Saleh Al Hadi Al Nash, arab. سامي حسن صالح آل هادي ناش (ur. 2 maja 1957, zm. 10 maja 2021 w Adenie) – jemeński trener piłkarski.

## Kariera trenerska
Od stycznia do maja 2009 roku trenował narodową reprezentację Jemenu. Później, od stycznia do października 2012 roku ponownie pracował jako selekcjoner zespołu Jemenu. W marcu 2013 roku został trenerem Al-Ahli Ta'izz. Ponadto od kwietnia do grudnia 2013 roku po raz trzeci prowadził reprezentację Jemenu.